# Zhang Junhua
Zhang Junhua (xinès simplificat: 张浚华, pinyin: Zhāng Jùnhuá; Hong Kong, anys 40) és una editora xinesa, última directora de la publicació infantil de còmics de Hong Kong Ertong Leyuan. A causa de la introducció del manga japonés Doraemon en Hong Kong, en la ciutat se la coneix com la Mare de Doraemon.
El 1961, Zhang Junhua es va graduar en el Departament de Filosofia del New Asia College. Comença a treballar en la indústria editorial, primer a The Chinese Student Weekly, i posteriorment a Ertong Leyuan. A la publicació infantil arriba el 1963, i per que hi havia una manca de mà d'obra, però acabà sent la directora. Mentre es trobava al capdavant de la publicació va publicar, il·legalment, la primera traducció del manga Doraemon, donant a conéixer al personatge en la sinoesfera, fet que li valdria ser coneguda, informalment, com la Mare de Doraemon.
La traducció d'Ertong Leyuan de Doraemon, que estava redibuixada i adaptada al context de Hong Kong, sentà les bases per als noms dels personatges durant dècades, també quan la sèrie es comença a emetre en televisió el 1982. A Taiwan, Doraemon arriba el 1976 de la mà de Chingwin, que també distribuïa Ertong Leyuan a l'arxipèlag. L'editor local localitzà novament les històries, canviant l'ambientació de Tòquio a Taipei i donant-li a Nobita un cognom Han.
Zhang Junhua es va jubilar el 1994, amb el tancament de la publicació.
El 2012, amb la mort de Luo Guanqiao, fundador d'Ertong Leyuan, Zhang Junhua va publicar reedicions de les seues versions dels contes Viatge a l'Oest i Xiao Yuan Yuan. El 8 de novembre de 2013, juntament amb un lector anònim, van digitalitzar el total de 1.006 números i van crear un lloc web per a que es poguera descarregar gratuïtament.